# جی‌ام‌سی کنیون

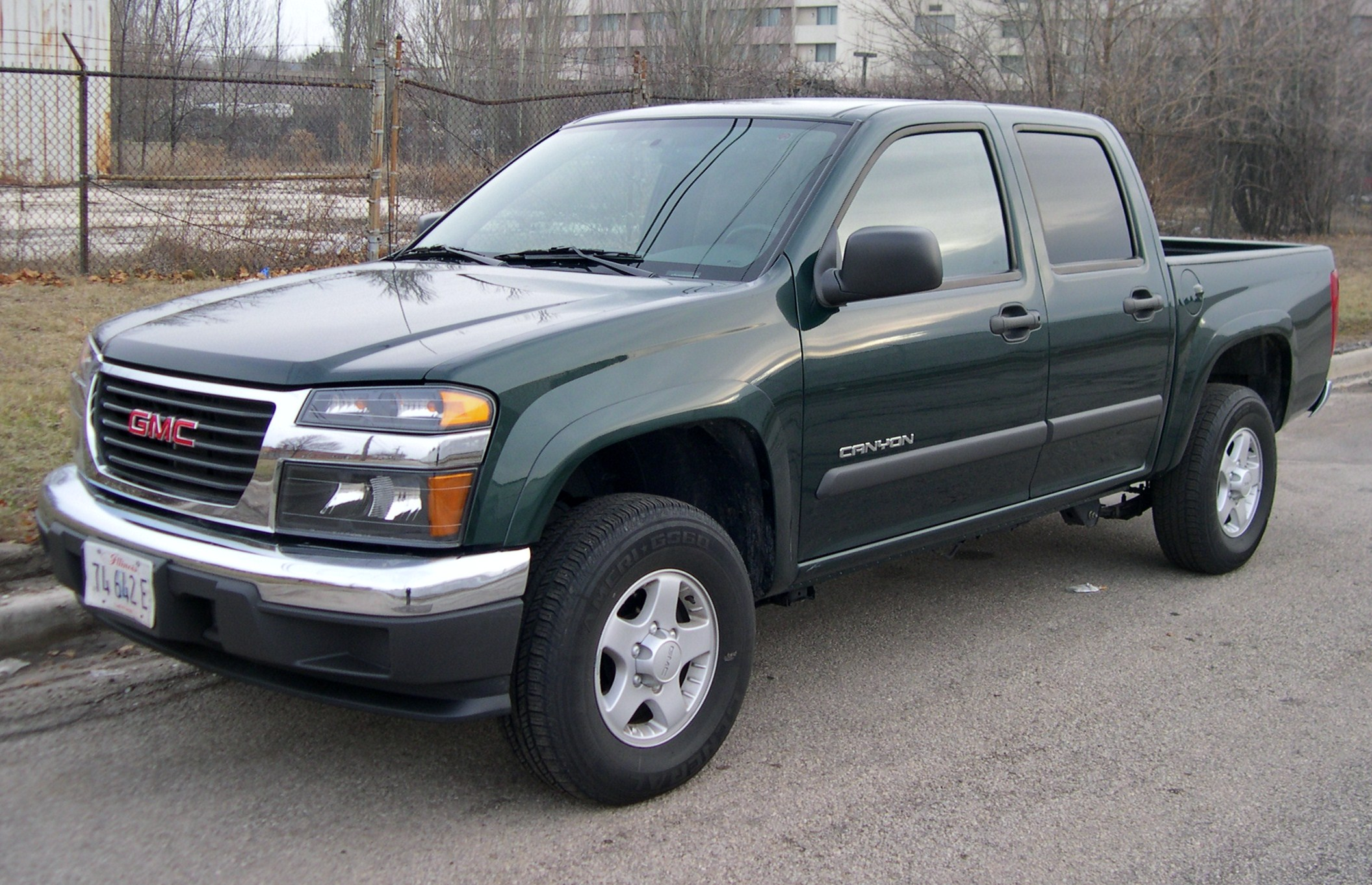

جی‌ام‌سی کنیون (به انگلیسی: GMC Canyon) یکی از مدل‌های کمپانی جی ام سی است.